# 昇平天国
昇平天国（しょうへいてんごく）は、清末の1854年から1857年まで存続した、天地会の蜂起軍が広西省・湖南省に建立した政権である。
広西省出身の胡有禄は、1846年に湖南省寧遠を攻撃するが敗退し、広西省に退却していた。胡有禄は1852年に朱洪英とともに南寧で挙兵し、灌陽を占領し、国号を昇平天国と定め、胡有禄は定南王、朱洪英は鎮南王を称した。その後再び湖南省に進出し、1855年には太平天国の石達開と江西省で合流することを目指し、5月に東安県を陥落させたが、9月に湘軍に敗れ、胡有禄は新寧県で捕えられ処刑された。朱洪英は江華県・永明県から広西省に逃れた。1856年3月、柳州を占拠するが、1857年6月に清軍に敗れ、貴州省古州に退却した。しかし黎平県で湘軍の田興恕に敗北した。
その後、朱洪英は広西省・湖南省・貴州省の省境で活動を続けたが、最終的に1874年に耒陽県で捕えられて処刑された。

## 文献
- 中国大百科全書：天地会之史料及其参考書目